# كأس مصر 2008–09
كأس مصر لكرة القدم 2009 هو الموسم السابع والسابعون من أقدم بطولة كرة قدم في أفريقيا والبطولة الإقصائية الأعلى في مصر. يشارك في البطولة 294 فريقًا، وبدأت المواجهات بالدور التمهيدي.وكان النهائي يجمع بين حرس الحدود وإنبي.

## الأدوار التمهيدية

### الدور التمهيدي 1[1]
| 6 : 5 |

| 4 : 3 |

### الدور التمهيدي 2[1]
| 5 : 4 |

| 5 : 4 |

| 10 : 9 |

| 5 : 4 |

### الدور التمهيدي 3[1]
| 3 : 4 |

| 4 : 1 |

| 1 : 3 |

## الأدوار الإقصائية

### دور ال32[1]
| 4 : 1 |

| 2 : 3 |

### دور الستة عشر[1]
| 5 : 4 |

| 5 : 4 |

### دور ربع النهائي[1]
| الأربعاء 14 يناير 2009 | الأربعاء 14 يناير 2009 | الأربعاء 14 يناير 2009 | الأربعاء 14 يناير 2009 | الأربعاء 14 يناير 2009 | الأربعاء 14 يناير 2009 | الأربعاء 14 يناير 2009 | الأربعاء 14 يناير 2009 | الأربعاء 14 يناير 2009 | الأربعاء 14 يناير 2009 |
| ---------------------- | ---------------------- | ---------------------- | ---------------------- | ---------------------- | ---------------------- | ---------------------- | ---------------------- | ---------------------- | ---------------------- |
| 13:30                  | بتروجيت                | 3 : 2                  | المنصورة               |                        |                        |                        |                        |                        |                        |
| 17:30                  | المصري البورسعيدي      | 1 : 3                  | حرس الحدود             |                        |                        |                        |                        |                        |                        |
| الخميس 15 يناير 2009   |                        |                        |                        |                        |                        |                        |                        |                        |                        |
| 17:30                  | إنبي                   | 2 : 2 \| 5 : 3 \|      | الترسانة               |                        |                        |                        |                        |                        |                        |
| الجمعة 16 يناير 2009   |                        |                        |                        |                        |                        |                        |                        |                        |                        |
| 17:30                  | الأوليمبي              | 0 : 2                  | بترول أسيوط            |                        |                        |                        |                        |                        |                        |
| 5 : 3                  |                        |                        |                        |                        |                        |                        |                        |                        |                        |

### نصف النهائي[1]
| الاثنين 26 يناير 2009  | الاثنين 26 يناير 2009 | الاثنين 26 يناير 2009 | الاثنين 26 يناير 2009 | الاثنين 26 يناير 2009 | الاثنين 26 يناير 2009 | الاثنين 26 يناير 2009 | الاثنين 26 يناير 2009 | الاثنين 26 يناير 2009 | الاثنين 26 يناير 2009 |
| ---------------------- | --------------------- | --------------------- | --------------------- | --------------------- | --------------------- | --------------------- | --------------------- | --------------------- | --------------------- |
| 17:30                  | إنبي                  | 3 : 1                 | بتروجيت               |                       |                       |                       |                       |                       |                       |
| الثلاثاء 27 يناير 2009 |                       |                       |                       |                       |                       |                       |                       |                       |                       |
| 13:30                  | بترول أسيوط           | 1 : 2                 | حرس الحدود            |                       |                       |                       |                       |                       |                       |

## النهائي
| حرس الحدود       | 1 – 1 (ب.و.إ.) | إنبي           |
| ---------------- | -------------- | -------------- |
| أحمد حسن مكي 94' |                | أحمد رؤوف 105' |
| ركلات الترجيح    |                |                |
|                  | 4–1            |                |